# Iglesia católica en Jordania
La Iglesia católica está presente en Jordania, donde cuenta con una comunidad heterogénea en cuanto a ritos.
En 2023, los cristianos constituían el 2,1% de la población de Jordania .  De ellos, la mitad, o el 1,06% de la población del país, eran católicos (115.000 personas). 
Los católicos se dividen en cuatro ritos:
- 80.000 católicos latinos
- 32.000 católicos melquitas
- 1.500 católicos sirios
- 500 católicos armenios

También hay miles de católicos caldeos refugiados de Irak.
El conjunto del país para todos los melquitas forma una única archieparquía . Los católicos jordanos que pertenecen a las iglesias católicas griegas utilizan el rito melquita, a estos se les conoce como "Roum Catholiks" en Jordania (Roum o Roma se refiere a bizantino, mientras que aquellos que siguen el rito latino se conocen como "Lateen" y pertenecen al Patriarca Latino de Jerusalén .

## Parroquias
Hay 32 parroquias católicas latinas en Jordania (2023).  La Iglesia greco-católica melquita tiene 28 parroquias, los católicos sirios tienen 3 parroquias y los católicos armenios tienen 2 iglesias. En toda Jordania hay 66 parroquias católicas, pertenecientes a cuatro tradiciones católicas.

## Visita papal
El Papa Benedicto XVI visitó Jordania en 2009. 